# Gale (Wisconsin)
Gale es un pueblo ubicado en el condado de Trempealeau en el estado estadounidense de Wisconsin. En el Censo de 2010 tenía una población de 1.695 habitantes y una densidad poblacional de 10,76 personas por km².

## Geografía
Gale se encuentra ubicado en las coordenadas 44°6′13″N 91°17′44″O / 44.10361, -91.29556. Según la Oficina del Censo de los Estados Unidos, Gale tiene una superficie total de 157.46 km², de la cual 155.27 km² corresponden a tierra firme y (1.39%) 2.19 km² es agua.

## Demografía
Según el censo de 2010, había 1.695 personas residiendo en Gale. La densidad de población era de 10,76 hab./km². De los 1.695 habitantes, Gale estaba compuesto por el 97.7% blancos, el 0.18% eran afroamericanos, el 0.24% eran amerindios, el 0.35% eran asiáticos, el 0% eran isleños del Pacífico, el 1.12% eran de otras razas y el 0.41% pertenecían a dos o más razas. Del total de la población el 1.77% eran hispanos o latinos de cualquier raza.